# Large bande
Pour les articles homonymes, voir bande.
En communications, un système est à large bande (en anglais : wideband) lorsque la bande passante du message dépasse de manière significative la bande de cohérence du canal. Certaines liaisons de communication ont un débit de données si élevé qu'elles sont obligées d'utiliser une large bande passante ; d'autres liaisons peuvent avoir des débits de données relativement faibles, mais utiliser délibérément une largeur de bande plus large que ce qui est « nécessaire » pour ce débit de données afin d'obtenir d'autres avantages ; voir étalement de spectre.
Une antenne à large bande est une antenne dont les caractéristiques de fonctionnement sont approximativement ou exactement les mêmes sur une très large bande passante. Elle se distingue des antennes dites broadband, pour lesquelles la bande passante est large, mais le gain d'antenne et/ou le diagramme de rayonnement ne doivent pas nécessairement rester identiques sur la bande passante.
Le terme Audio à large bande (également appelé voix HD ou voix à large bande) désigne une téléphonie utilisant un codec à large bande, qui utilise une plus grande gamme de fréquences du spectre audio que les appels téléphoniques conventionnels à bande vocale (en), ce qui permet d'obtenir un son plus clair. Dans ce contexte, la large bande est généralement considérée comme couvrant des fréquences comprises entre 50 et 7 000 Hz, ce qui permet d'obtenir des sons plus riches et de meilleure qualité.
Selon le United States Patent and Trademark Office, WIDEBAND est une marque déposée de WideBand Corporation, un fabricant américain d'équipements Gigabit Ethernet,.
En Australie et en Nouvelle-Zélande, le mot WIDEBAND est une marque déposée de Wideband Technology Pty Ltd, une société australienne spécialisée dans les équipements de données et de communication.
Dans certains contextes, la « large bande » se distingue de la bande dite broadband par son caractère plus large.